# 矿业工程

## 基础理论
- 矿山地质学

## 研究领域
- 地质工程
- 探矿工程
- 采矿工程
- 选矿工程
- 油气井工程
- 油气田开发工程
- 矿山电气工程
- 采矿环境工程
- 矿山综合利用工程